# Narodychi (huyện)
Huyện Narodychi (tiếng Ukraina: Народицький район, chuyển tự: Narodychis'kyi raion) là một huyện của tỉnh Zhytomyr thuộc Ukraina. Huyện Narodychi có diện tích 1284 km², dân số theo điều tra dân số ngày 5 tháng 12 năm 2001 là 11439 người với mật độ 9 người/km2. Trung tâm huyện nằm ở Narodychi.